# 피카 (칠레)
피카(스페인어: Pica)는 칠레 타라파카 주 타마루갈 현의 코무나이다. 오아시스가 위치해있다.